# Гаманчиця обпалена
Гаманчиця обпалена (Marsupella sphacelata) — вид печіночників порядку юнгерманіальних (Jungermanniales).

## Поширення
Батьківщиною є Європа, Макаронезія, Північна Америка, Азія.
Росте на вологих або мокрих, вільних від вапна скелях, а також на піщаних і болотистих ґрунтах, а також занурених у болота.

## Характеристика
Стебла часто у верхній частині розгалужені, як пучки. Вони утворюють численні столони і ростуть у червоно-коричневих, чорно-зелених або чорних килимках, від одного до п’яти сантиметрів заввишки. Листки розташовані нещільно й мають форму човна. У розкладеному вигляді вони мають форму овальної або округло-квадратної форми. Вони поділяються на дві частки від третини до половини, розріз гострокутний. В середині листка клітини мають розміри 15–20 × 20–25 мікрометрів, кути досить потовщені й коричневі.